# カルロ・ブルシッチ
カルロ・ブルシッチ（Karlo Bručić、1992年4月17日 - ）は、クロアチア出身のプロサッカー選手。NKヴァラジュディン所属。ポジションはディフェンダー。

## 来歴
地元クラブであるNKディナモ・ザグレブのアカデミーで育成されたが、トップチームでリーグ戦に出場することは無かった。
2014年9月、期限付き移籍で加入していたNKロコモティヴァ・ザグレブに完全移籍した。2016年7月2日、イスラエルのFCアシュドッドに移籍。
2019年2月9日、Jリーグのサガン鳥栖に完全移籍。シーズン中の2019年7月10日、契約解除。同年、リトアニアAリーガのFKスドゥヴァに入団。

## 個人成績
| 国内大会個人成績 | 国内大会個人成績 | 国内大会個人成績 | 国内大会個人成績 | 国内大会個人成績 | 国内大会個人成績 | 国内大会個人成績 | 国内大会個人成績 | 国内大会個人成績 | 国内大会個人成績 | 国内大会個人成績 | 国内大会個人成績 |
| 年度             | クラブ           | 背番号           | リーグ           | リーグ戦         | リーグ戦         | リーグ杯         | リーグ杯         | オープン杯       | オープン杯       | 期間通算         | 期間通算         |
| 年度             | クラブ           | 背番号           | リーグ           | 出場             | 得点             | 出場             | 得点             | 出場             | 得点             | 出場             | 得点             |
| 日本             | 日本             | 日本             | 日本             | リーグ戦         | リーグ戦         | リーグ杯         | リーグ杯         | 天皇杯           | 天皇杯           | 期間通算         | 期間通算         |
| ---------------- | ---------------- | ---------------- | ---------------- | ---------------- | ---------------- | ---------------- | ---------------- | ---------------- | ---------------- | ---------------- | ---------------- |
| 2019             | 鳥栖             | 20               | J1               | 5                | 0                | 4                | 0                |                  |                  |                  |                  |
| 通算             | 日本             | 日本             | J1               | 5                | 0                | 4                | 0                |                  |                  |                  |                  |
| 総通算           | 総通算           | 総通算           | 総通算           | 5                | 0                | 4                | 0                |                  |                  |                  |                  |